# Citropsis gabunensis
Citropsis gabunensis ist eine Pflanzenart in der Familie der Rautengewächse aus dem mittleren Zentralafrika und in westlichen Teilen Westafrikas. Die Art gilt als gefährdet.

## Beschreibung
Citropsis gabunensis wächst als dorniger, immergrüner Strauch oder kleiner Baum mit schlanken Ästen bis zu 6 Meter hoch.
Die wechselständigen und gestielten Laubblätter sind unpaarig gefiedert mit bis zu 5 Blättchen oder mit nur einem Blättchen unifoliolat. Die Rhachis ist meist mehr oder weniger geflügelt. Die ganzrandigen bis feingekerbten, bespitzten bis zugespitzten oder geschwänzten und ledrigen Blättchen sind sitzend und eiförmig bis verkehrt-eiförmig. Die Blätter sind mit Blattstiel bis 10–17 Zentimeter lang, die Blättchen bis 12–19 Zentimeter. Die meist paarigen, achselständigen Nebenblattdornen sind bis zu 3 Zentimeter lang.
Es werden achselständige und traubige, kurze Blütenstände gebildet. Die gestielten, weißlichen und sehr kleinen, zwittrigen, 4–5zähligen Blüten besitzen eine doppelte Blütenhülle. Die kleinen Kelchzipfel sind dreieckig und außen drüsig sowie bewimpert. Die Petalen sind bis 8 Millimeter lang und drüsig. Es sind 8–10 kurze Staubblätter mit leicht behaarten bis kahlen Staubfäden vorhanden. Der vier- bis fünfkammerige, leicht behaarte und verkehrt-eiförmige Fruchtknoten ist oberständig und besitzt oben 4–5 große Öldrüsen. Der konische, relativ kurze Griffel trägt eine leicht gelappte, mit Öldrüsen besetzte Narbe. Es ist ein Diskus vorhanden.
Es werden bis 3 Zentimeter große, gelb-grüne und zur Reife orange-gelbe, rundliche, eher dünnfleischige, mit Drüsen punktierte, glatte Beeren gebildet. Sie enthalten bis zu 4–5 oder auch keine, dickschalige, etwa 7–10 Millimeter lange Samen.

## Verwendung
Die süßen Früchte mit weichem, zartem Fruchtfleisch und angenehmem Geschmack sind essbar.